# 小杉彩人
小杉 彩人（こすぎ あやと、1997年6月27日 - ）は、日本の元子役である。
千葉県出身。セントラルグループ・セントラル子供タレントに所属していた。

## 出演

### テレビドラマ
- 放送禁止2（2003年6月8日、フジテレビ） - 団 役
- 月曜ドラマシリーズ ジイジ〜孫といた夏〜（2004年8月 - 9月、NHK） - 片岡翔 役
- リターンマッチ（2004年12月5日、フジテレビ） - 滝田太郎 役
- よるドラ 愛と友情のブギウギ（2005年3月 - 5月、NHK） - 紅谷剣太 役
- 月曜ドラマシリーズ ジイジ2〜孫といた夏〜（2005年7月 - 8月、NHK） - 片岡翔 役
- 月曜ミステリー劇場 女子刑務所東三号棟6（2005年9月22日、TBS） - 島本壮太 役
- 大河ドラマ 功名が辻（2006年、NHK） - 万福丸 役
- 金曜プレステージ ひみつな奥さん（2006年11月17日、フジテレビ） - 田沼明 役
- 火曜ドラマゴールド 現代に甦った闇の死置人 あなたの怨み晴らします 第2話 医療ミス（2007年1月） - 橋本太一 役
- 月曜ゴールデン ご近所探偵・五月野さつき1 ゴミと罰（2007年4月23日、TBS） - 五月野時生 役
- 土曜ドラマ こんにちは、母さん（2007年5月26日 - 6月16日、NHK総合テレビ・BShi） - 荻生文哉 役
- 月曜ゴールデン ご近所探偵・五月野さつき2 殺意の同窓会（2007年11月19日、TBS） - 五月野時生 役
- 木曜ミステリー「新・科捜研の女」 第5話（2008年5月22日、テレビ朝日） - 風丘大樹 役
- 愛の劇場 大好き!五つ子 2008（2008年、TBS） - 信人 役
- ドラマ 鉄道むすめ〜Girls be ambitious!〜 第5話、第6話（2008年、独立UHF局） - 純 役
- 月曜ゴールデン ご近所探偵・五月野さつき3 殺意のキャンプ場（2008年12月1日、TBS） - 五月野時生 役
- 必殺仕事人2009　第5話（2009年2月13日、ABC・テレビ朝日） - 耕太 役

### バラエティ
- わたしの気持ち（NHK）
- のりスタ!（テレビ東京）

### 映画
- クリスマス クリスマス
- その日のまえに（2008年11月1日公開、大林宣彦監督） - 日野原大輔 役
- 鎧 サムライゾンビ（2009年2月14日公開、坂口拓監督） - 中野良太 役

### Vシネマ
- 侠の復讐（2008年、アルバトロス・フィルム） - 羽黒一也 役

### 声優
- アズールとアスマール（2007年日本公開、ミッシェル・オスロ監督）
- ラジオドラマ　まほろばの青い花（2008年、ABCラジオ） - 小山田一平 役

### CM
- ライオン キレイキレイハンドソープ
- ポッカ 100レモン

### 舞台
- ウルトラマンプレミアステージ3 「希望の光」（2009年5月2 - 5日、中日劇場） - 永瀬悠輝 役

## 作品・モデル

### ビデオ・ビデオパッケージ
- 警察庁 戻らない時間（運転者講習用映画）野口伊織役
- ベネッセ こどもちゃれんじ ぽけっと
- ベネッセ ミュージックビデオ
- ベネッセ おやこえいごじゃんぷ

### 雑誌
- 幼児と保育（小学館）
- 保育のひろば（メイト）

### その他
- パンフレット
  - SFCぷれいアカデミア
- チラシ
  - 曽我 七五三
- スチル
  - 東京ガス
- DVD
  - Copet